# 큰돌고래
큰돌고래 , 병코돌고래 또는 대서양 병코돌고래(학명: Tursiops truncatus, common bottlenose dolphin 또는 Atlantic bottlenose dolphin)는 참돌고래과 큰돌고래속에 속하는 돌고래의 한 종류이자, 가장 흔하고 잘 알려진 돌고래 중 하나이다.

## 생태 및 행동
사회적 동물로서, 보통 큰돌고래는 대략 15마리의 개체들이 ‘포드’라고 불리는 집단 안에서 살아가지만, 집단의 크기는 여러 쌍의 돌고래로부터 시작하여 100마리 이상, 때로는 짧은 기간 동안에 1,000마리 이상이 모이는 경우까지 다양하다.

## 먹이와 먹이를 찾는 방법
병코 돌고래는 장어, 오징어, 새우 등을 먹는다. 병코 돌고래는 음식을 씹지 않고 통째로 삼킨다. 돌고래 집단은 물고기 떼를 사냥하기 위해 집단으로 움직이지만 종종 개별적으로 사냥하기도 한다. 병코 돌고래는 음파 탐지기의 한 형태인 반향위치를 주로 사용하여 먹이를 찾는다.

## 의사소통
병코 돌고래는 머리에 있는 숨구멍에서 나는 삐걱거리는 소리, 숨구멍 아래의 비강에서 나오는 휘파람 소리, 물로 뛰어내리고 물에 꼬리를 두드리는 것과 같은 신체적 언어를 통해 나는 소리를 포함하여 의사소통을 위해 다양한 소리를 사용한다. 병코 돌고래의 머리에는 음향 렌즈 역할을 하는 동시에 두개골을 보호하는 기름진 물질이 분비된다. 병코 돌고래는 달칵거리는 거리는 소리를 내면서 어디서 나올지 모르는 먹이를 포함한 근처 물건의 위치와 모양을 파악하기 위해서 반향음을 듣는다.

## 수명
일반적인 병코 돌고래의 평균 수명은 약 17세이지만 포획 상태에서는 대략 50세까지 사는 것으로 알려져 있다.

## 분포
일반적인 병코 돌고래는 전 세계 온대, 아열대, 열대 바다에서 볼 수 있다. 세계적으로 분포된 이들의 수는 대략 60만 마리로 추산된다.
내륙 개체군은 해안에 더 가깝고 해외 개체군은 바다 멀리에서 산다. 일반적으로 연안 개체군은 더 크고 어둡고 지느러미와 부리가 비례하여 더 짧다. 연안 개체군은 한 계절에 최대 4,200km까지 이동할 수 있지만 내륙 개체군은 덜 이동하는 경향이 있다. 그러나 일부 내륙 개체군은 엘니뇨의 영향으로 바다가 북쪽으로 따뜻해지면서 이에 대응하여 장기간 이주한다. 동태평양 해역에서 북위 50 °까지 이동했다. 해안의 돌고래는 따뜻하고 얕은 물에 적응하는 것으로 보인다. 기동성과 열 분산을 위해 더 작은 몸체와 더 큰 지느러미를 가지고 있다.
병코 돌고래는 항구, 만, 석호와 하구에 출몰한다. 그러나 다른 지역으로 이동하는 돌고래의 경우 더 차갑고 깊은 물에 적응한다. 병코 돌고래 혈액의 특정 특성은 그들이 깊이 잠수하는 것에 대해 더 적합하다는 것을 보여준다. 병코 돌고래의 상당히 큰 체구는 포식자들로부터 그들을 보호하고 또한 열을 유지하도록 도와준다.

## 인간과의 상호작용
인간과 병코 돌고래의 상호작용은 돌고래에게 해롭다. 병코 돌고래는 매년 Taiji 마을과 페로 제도에서 먹이를 찾다가 혼획된다. 또한, 병코 돌고래는 때때로 참치떼를 추적하다가 그물에 걸려 우연히 죽임을 당하는 경우도 종종 있다.

## 같이 보기
- 고래류의 종 목록